# Zaniemyśl
Zaniemyśl (prononciation : [zaˈɲemɨɕl]) est un village de Pologne, situé dans la voïvodie de Grande-Pologne. Elle est le chef-lieu de la gmina de Zaniemyśl, dans le powiat de Środa Wielkopolska.
Il se situe à 13 kilomètres au sud-ouest de Środa Wielkopolska (siège du powiat) et à 33 kilomètres au sud-est de Poznań (capitale régionale).

## Histoire
De 1815 à 1919, Santomischel fait partie de l'arrondissement de Schrimm dans le district de Posen dans la province de Posnanie.
De 1975 à 1998, Zaniemyśl faisait partie du territoire de la voïvodie de Poznań.

Depuis 1999, le village fait partie du territoire de la voïvodie de Grande-Pologne.
Le village possédait une population de 2 200 habitants en 2007.